# Prostanthera howelliae
Prostanthera howelliae là một loài thực vật có hoa trong họ Hoa môi. Loài này được Blakely miêu tả khoa học đầu tiên năm 1929.